# Religia w Islandii

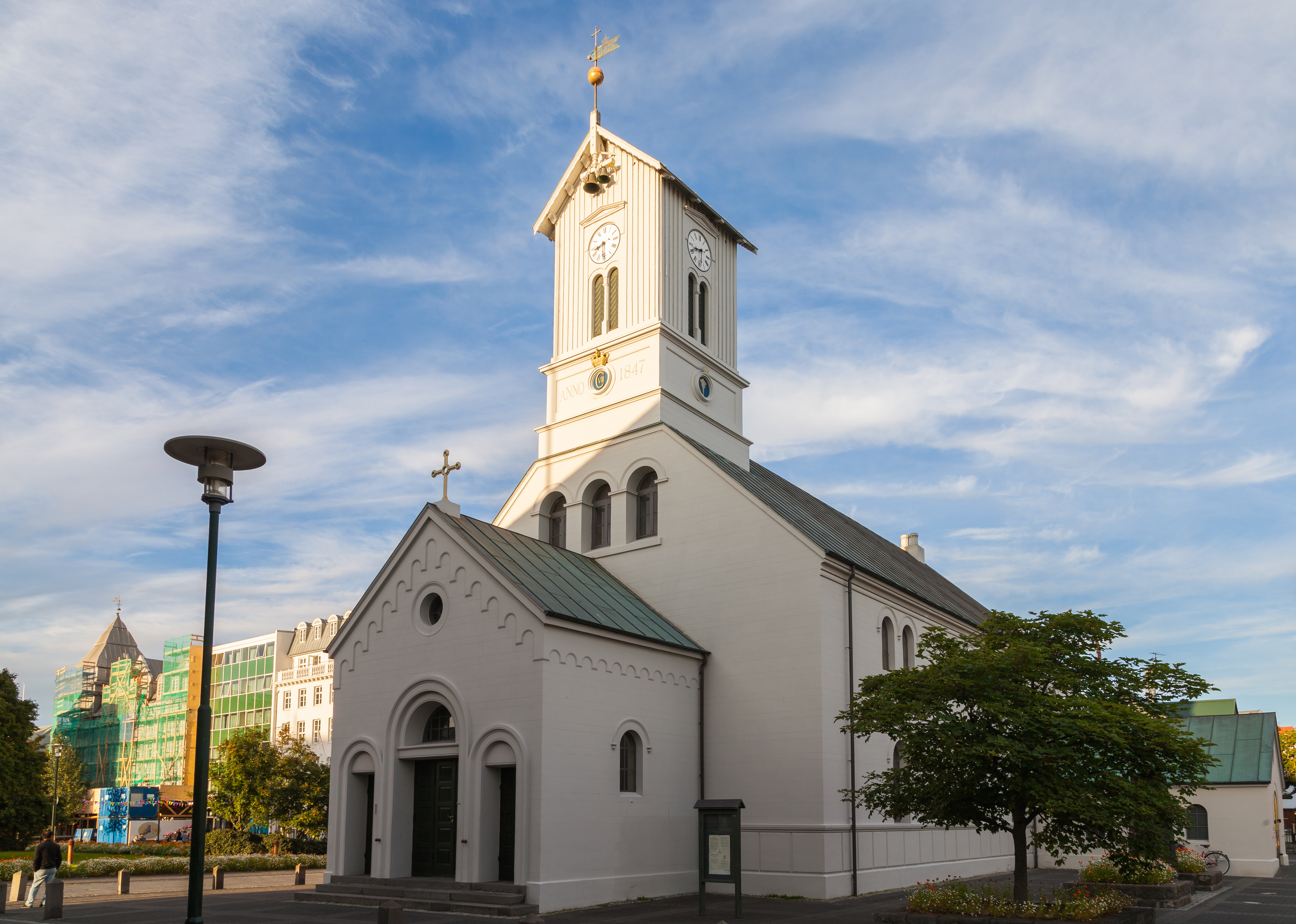
Luterańska katedra w Rejkiawiku

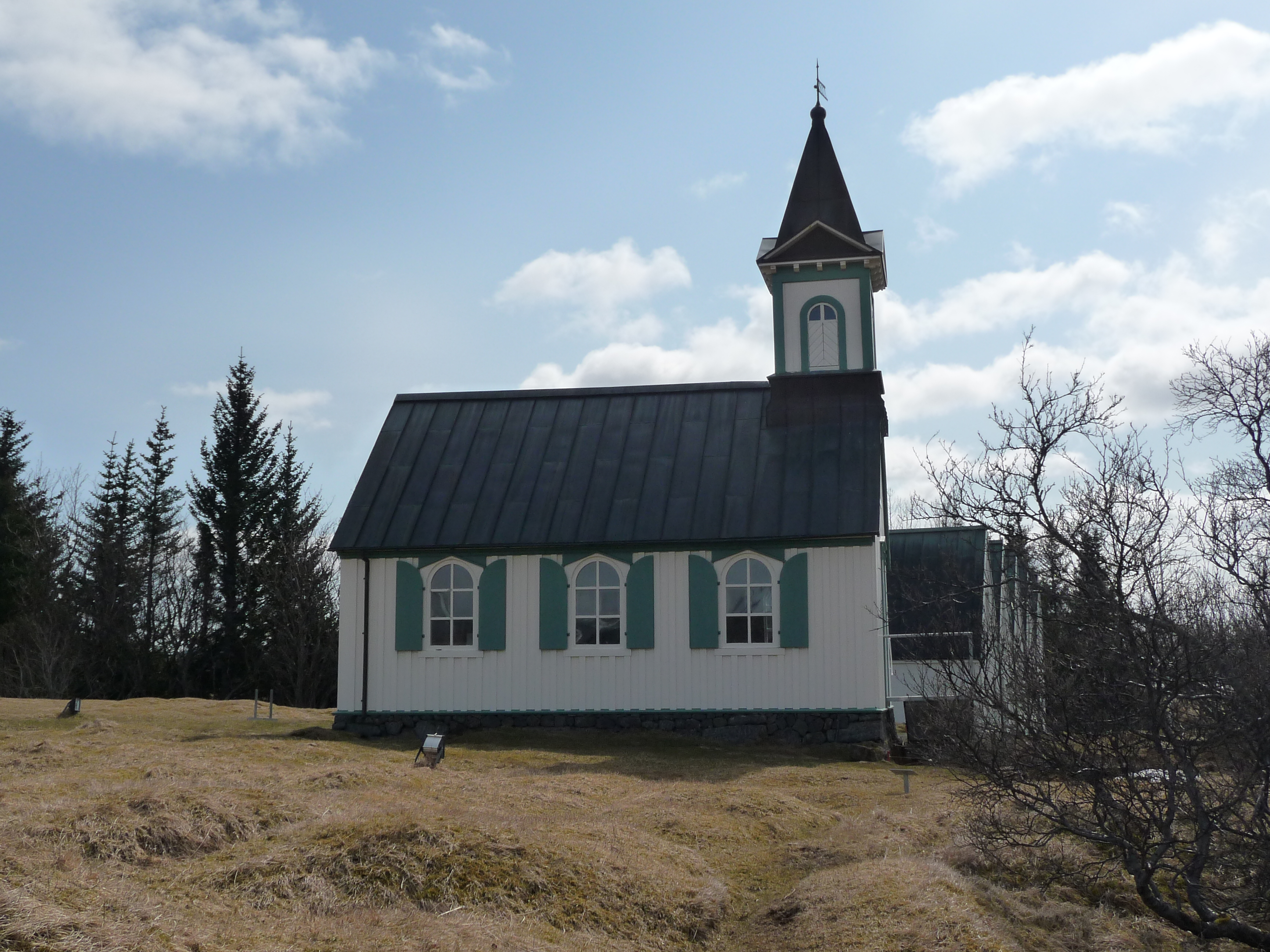
Kościół luterański w narodowym parku Þingvellir

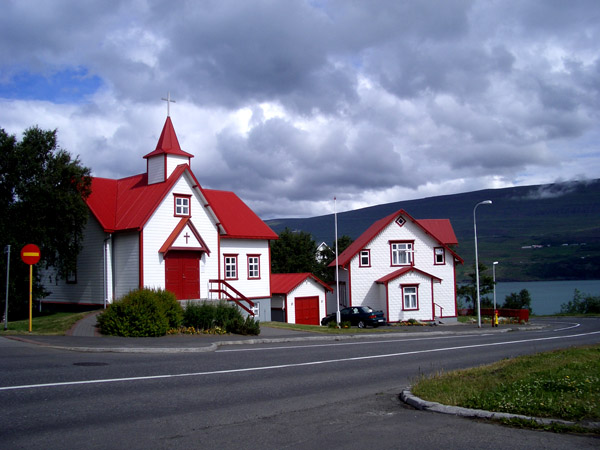
Kościół katolicki w Akureyri

Religia w Islandii – do czasów chrystianizacji w X wieku, zdominowana była przez pogańską religię nordycką wyznawaną przez Normanów. Parlament Islandii (Althing) uznał chrześcijaństwo za oficjalną religię państwa w 1000 roku. Islandia była rzymskokatolicka, aż do 1550 roku kiedy formalnie stała się luterańska. Kościół Ewangelicko-Luterański w Islandii nadal ma status kościoła państwowego, a wolność religijna w porządku prawnym została ustanowiona w 1874 roku.
Ludność w przeważającej mierze jest luterańska, jednak w ostatnich latach Kościół Narodowy stale traci wyznawców. Na przełomie tysiącleci 89% Islandczyków było jego członkami. Dzisiaj jest to zaledwie 63,5%. W Islandii zarejestrowane są 52 organizacje religijne.
Zauważalny jest wzrost innych wspólnot religijnych, w tym: muzułmanów, katolików i neopogan. Największy przyrost członków odnotowały jednak wolne kościoły protestanckie. Są to przede wszystkim wolne kościoły luterańskie, ewangelikalne i zielonoświątkowe. Liczą one łącznie blisko 25 tys. wiernych, stanowiąc drugi pod względem liczby wiernych kierunek religijny w kraju.
Według najnowszego sondażu Eurobarometru z 2010 roku odpowiedzi mieszkańców Islandii na pytania w sprawie wiary były następujące:
- 31% – „Wierzę w istnienie Boga”,
- 49% – „Wierzę w istnienie pewnego rodzaju ducha lub siły życiowej”,
- 18% – „Nie wierzę w żaden rodzaj ducha, Boga lub siły życiowej”.
- 2% – „Nie wiem”

## Statystyki
Rządowe dane statystyczne na 2020 rok:
| Religie/kościoły                         | Liczba osób | Procent ludności |
| ---------------------------------------- | ----------- | ---------------- |
| Kościół Ewangelicko-Luterański           | 231 112     | 63,5%            |
| Kościół katolicki                        | 14 632      | 4,02%            |
| Wolny Kościół Luterański w Reykjavíku    | 10 003      | 2,75%            |
| Wolny Kościół Luterański w Hafnarfjörður | 7216        | 1,98%            |
| Ásatrúarfélagið                          | 4764        | 1,31%            |
| Niezależna Kongregacja (ewangelikalni)   | 3241        | 0,89%            |
| Kościół Zielonoświątkowy                 | 2099        | 0,58%            |
| Zuizm (neopogaństwo)                     | 1213        | 0,33%            |
| Stowarzyszenie Buddystów                 | 1115        | 0,31%            |
| Rosyjski Kościół Prawosławny             | 742         | 0,2%             |
| Kościół Adwentystów Dnia Siódmego        | 628         | 0,17%            |
| Stowarzyszenie Muzułmańskie Islandii     | 623         | 0,17%            |
| Świadkowie Jehowy                        | 608         | 0,17%            |
| Kościół ewangeliczny „Droga”             | 498         | 0,14%            |
| Smarakirkja (zielonoświątkowcy)          | 428         | 0,12%            |
| Muzułmańskie Centrum Kulturalne          | 377         | 0,1%             |
| Serbski Kościół Prawosławny              | 377         | 0,1%             |
| Bahaizm                                  | 353         | 0,1%             |

## Kościół katolicki w Islandii
Katolicyzm to druga pod względem liczby wyznawców religia kraju. Katolików jest 14,6 tys., a ich liczba w latach 2004–2014 potroiła się dzięki napływowi imigrantów.
Do 18 września 2015 roku biskupem diecezji Reykjavik był bp Pierre Bürcher ze Szwajcarii. Papież Franciszek przyjmując rezygnację Pierre Bürchera z pełnienia tej funkcji, powierzył ją Dávidowi Tencerowi OFMCap.
Od 1984 w Islandii istnieje dom karmelitanek z Polski.